# Luci Canini Gal (tribú)
Luci Canini Gal (en llatí Lucius Caninius Gallus) va ser un magistrat romà. Ciceró l'anomena només Canini Gal, però Dió Cassi expressament diu el seu agnomen, Luci Canini Gal. El cognomen Canidius que se li ha assignat alguna vegada, és incorrecte.

## Biografia
L'any 59 aC, juntament amb Quint Fabi Màxim va acusar Gai Antoni Hibrida de repetundae, i Ciceró va defensar l'acusat. Més tard, això no obstant, Gal es va casar amb una filla de Gai Antoni.
L'any 56 aC va ser tribú de la plebs i va servir els interessos de Pompeu. Amb l'objectiu d'impedir a Publi Lèntul Espinter, procònsol de Cilícia, de restaurar al tron egipci a Ptolemeu XII Auletes, va fer aprovar una rogatio per la qual Pompeu seria enviat a Alexandria amb dos lictors per intentar una reconciliació entre el rei i el poble, rogatio que no va ser aprovada.
L'any següent (55 aC) va ser acusat d'un delicte que no consta als llibres d'història, segurament per Marc Coloni, i va ser defensat per Ciceró, a petició de Pompeu. El 51 aC era a Grècia probablement com a pretor d'Acaia. A la guerra civil va romandre neutral. Va morir el 44 aC.
Canini Gal va tenir un fill del mateix nom, Luci Canini Gal, que va ser cònsol l'any 37 aC amb Marc Vipsani Agripa i un nét del mateix nom va ser cònsol  suffectus el 2 aC juntament amb Marc Plauci Silvà.